# María Teresa Vera
María Teresa Vera est une chanteuse et compositrice cubaine, née à Guanajay le 6 février 1895 et morte à La Havane le 17 décembre 1965. Elle est l'une des voix essentielles dans l'histoire de la chanson de la trova cubaine. Elle était l'une des rares chanteuses de son temps. Sa composition la plus marquante est la habanera Veinte años, qui est reprise par les plus grands interprètes cubains et internationaux.

## Biographie
Elle naît le 6 février 1895 dans la municipalité de Guanajay qui fait alors partie de la province occidentale de Pinar de Rio. Elle est la petite-fille d'esclaves, et la fille d'un soldat espagnol rapatrié à la fin de la guerre avec l'intention de revenir mais décédé avant d'y parvenir. Elle grandit dans une famille où sa mère est domestique.
Jeune fille, elle commence à se faire connaître dans les milieux de trova. Elle y rencontre Manuel Corona qui lui conseille d'apprendre à jouer de la guitare. Elle fait ses premières études de guitare avec le fabricant de tabac et professeur de guitare José Díaz. Plus tard elle continue avec Corona qui lui apprend le reste, y compris ses compositions, pour le plus grand bénéfice de la jeune femme.
Elle commence sa carrière artistique dans un duo métissé qu'elle forme avec Rafael Zequeira. Ensemble, ils jouent au Théâtre Politeama Grande, à la Manzana de Gómez, le 18 mai 1911, alors qu'il n'avait que 16 ans, il y a interprété la chanson Mercedes, accompagné de son auteur ; tel fut le succès qu'elle obtint qu'il dut le répéter six fois.  Elle chante dans le Grupo Típico  de Carlos Godínez.
Elle rencontre Ignacio Piñeiro et lui apprend à jouer de la contrebasse.
Adepte de la religion afro-cubaine, elle décide de se faire Santa et  quitte le monde de la musique. 
De toutes ses compositions, la habanera Veinte Años est sans aucun doute la plus populaire et la plus répandue, à tel point qu'elle porte toujours la même résonance qu'à sa création en 1935,. Les paroles sont de María Guillermina Oronsia Aramburu América, qui est issue d'une vieille famille de Guanajay, et la fille de l'écrivain et journaliste Nicolás Aramburu, dans la maison duquel la mère de María Teresa Vera a travaillé pendant des années comme domestique.
Absente de la scène et des studios jusqu'en 1936, elle réapparaît dans un programme de Radio Salas avec un quartet formé avece Justa Garcia, Dominica Verges et Lorenzo Hierrezuelo,. Le quartet disparaît au lendemain de l'émission de radio.
Seul alors l'accompagne Hierrezuelo dans un duo qui dure ainsi plus de vingt-cinq ans, durant lesquels María Teresa Vera s'affirme comme l'une des toutes premières voix de la Trova. 
En 1947, avec Hierrezuelo, elle effectue une tournée au Mexique, et se produit dans les boîtes de nuit Los Tulipanes et au Motembo, à Mérida, dans le Yucatán. En 1959, elle est embauchée par la station de radio CMZ du ministère de l'Éducation. Au milieu des années 1950, elle se produit à la télévision dans l'émission historique El Casino de la Alegría. Les hommages à María Teresa Vera se succèdent.
Au début des années 1960, sa santé se dégrade. Elle se retire de l'activité musicale, malade, en 1962 et meurt à La Havane le 17 décembre 1965.

## Hommage
Le 6 février 2020, pour le 125e anniversaire de sa naissance, le moteur de recherche Google lui consacre un doodle en reconnaissance de sa carrière musicale exceptionnelle.

## Discographie
- Tumbao TCD 090 Maria Teresa y Rafael Zequeira, El Legendario Dúo de la Trova Cubana
- Tumbao TCD 087 Sexteto Occidente, Yo no tumbo caña